# Zielonka (województwo podkarpackie)
Zielonka – wieś w Polsce, położona w województwie podkarpackim, w powiecie kolbuszowskim, w gminie Raniżów.
| SIMC    | Nazwa    | Rodzaj     |
| ------- | -------- | ---------- |
| 0659549 | Badunie  | część wsi  |
| 0659555 | Bąki     | część wsi  |
| 0659584 | Kąty     | przysiółek |
| 0659561 | Piaski   | część wsi  |
| 0659590 | Posuchy  | przysiółek |
| 0659609 | Turka    | przysiółek |
| 0659578 | Zadworze | część wsi  |

W latach 1975–1998 miejscowość należała administracyjnie do województwa rzeszowskiego.

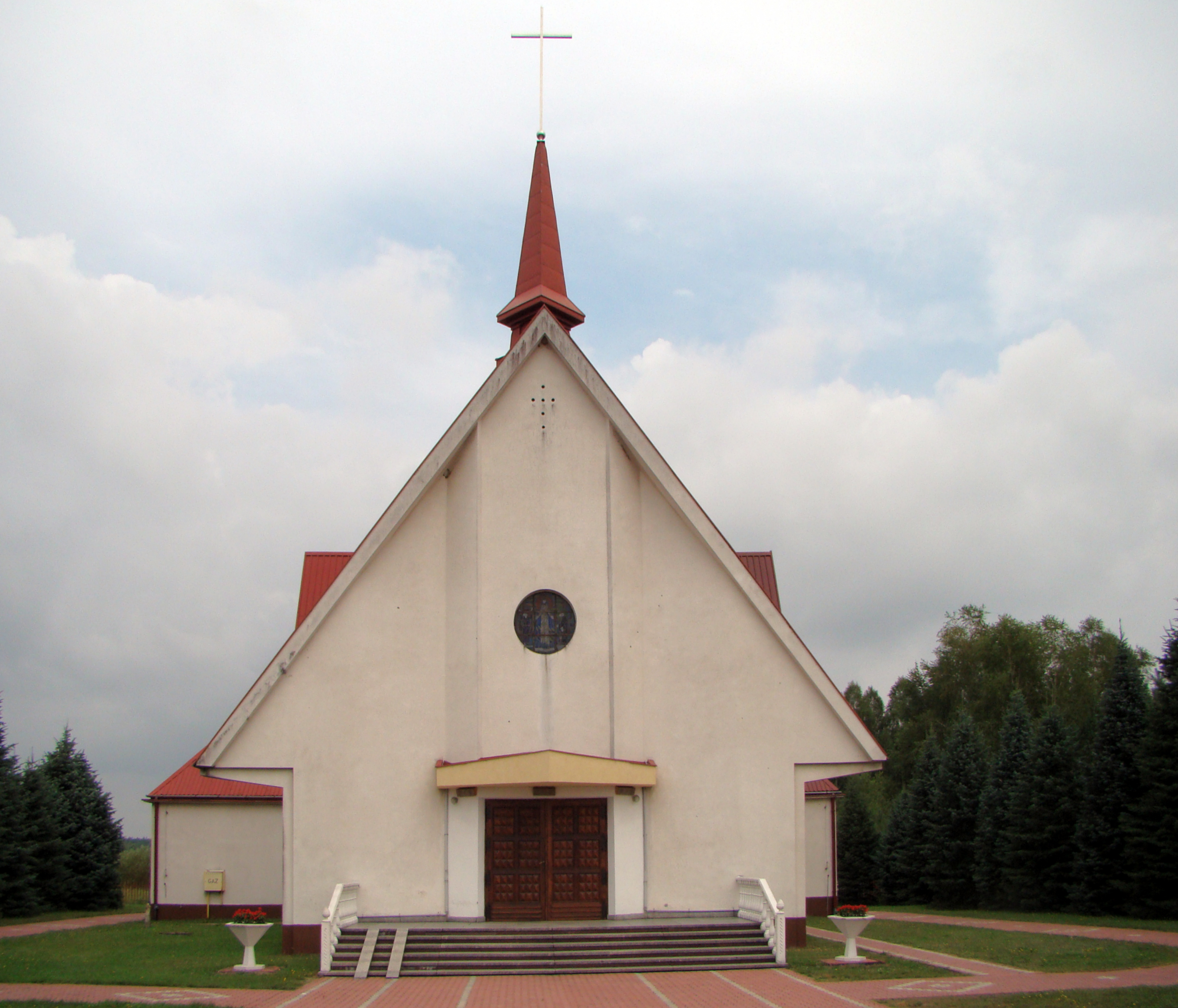
Kościół pw. Podwyższenia Krzyża Świętego